# Pietro Fragiacomo
Pietro Fragiacomo (Trieste, 14 agosto 1856 – Venezia, 18 maggio 1922) è stato un pittore italiano.

## Biografia

### La giovinezza
Pietro Fragiacomo nasce a Trieste nel 1856. Di umili origini, suo padre, Domenico Fragiacomo, era venuto da Pirano a Trieste a cercare lavoro.

Nel 1868, a 12 anni, si trasferisce con la famiglia a Venezia. Qui studia alle Scuole Tecniche di Campo San Felice e inizia l'apprendistato come falegname. 
Nel 1871 si sposta a Treviso dove rimane fino al 1877. Infatti qui trova un impiego nelle officine della Società Veneta di Costruzioni Meccaniche come tornitore e successivamente come fabbro.
Nel 1878 torna a Venezia, dove il padre aveva preso in affitto il Caffè Lazzaroni in Frezzeria. L'anno successivo prova con scarso successo, ad entrare nelle officine Neuville alla Giudecca.

### Accademia delle Belle Arti

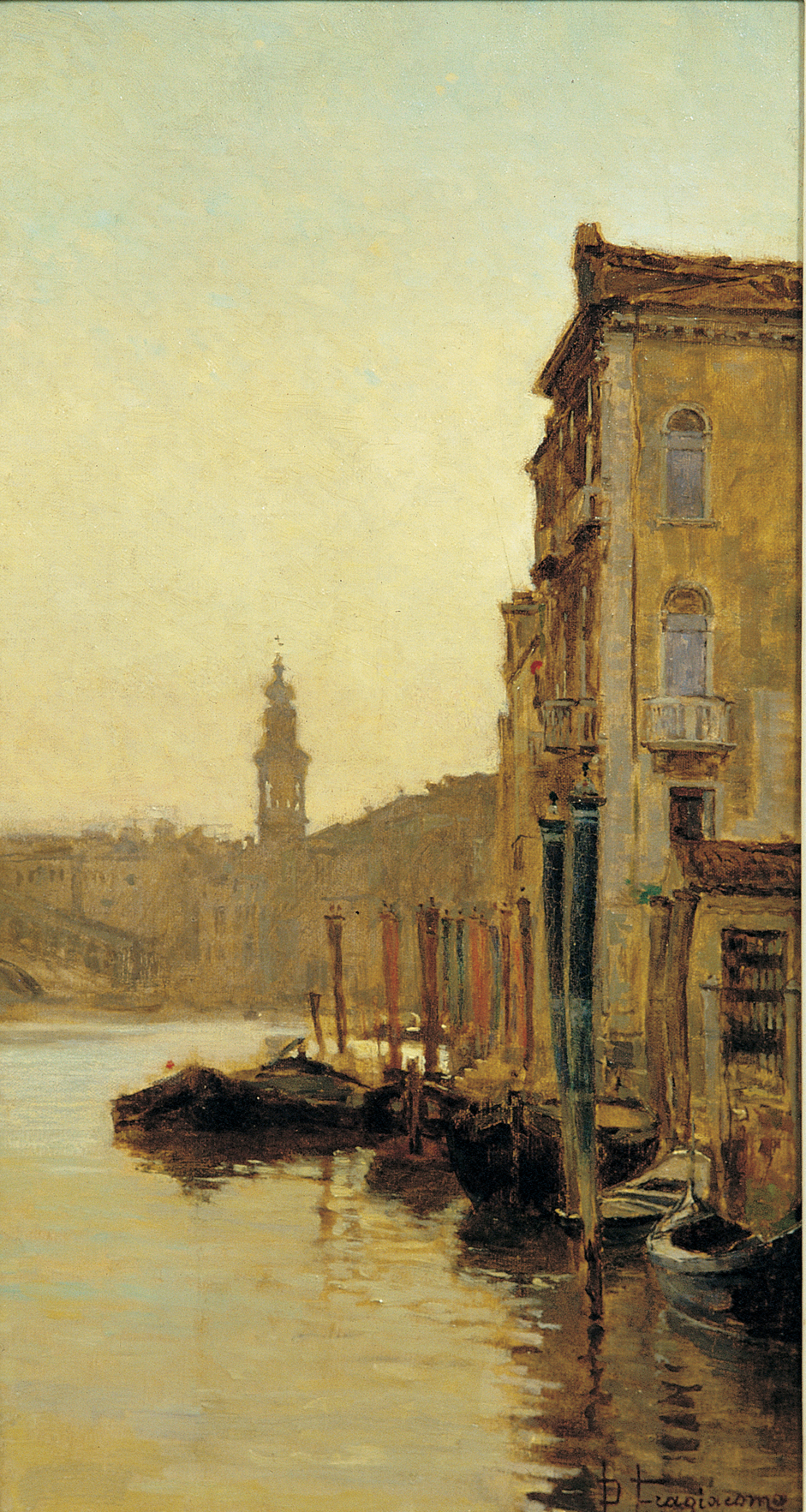
Sul Canal Grande

Nel 1879 decide, desolato dai recenti fallimenti nella ricerca di un lavoro, di iscriversi ai corsi superiori all'Accademia delle Belle Arti dove ha la fortuna di avere per maestri: il "Viola", dal quale apprese le tecniche relative alla rappresentazione prospettica, e Guglielmo Ciardi, uno dei maggiori rappresentanti della pittura paesistica veneta di questo periodo.
È proprio in questi anni, tra il '78 e il '79, che Pietro Fragiacomo stringe amicizia con Giacomo Favretto e Ettore Tito. Con quest'ultimo, più giovane di 2 anni, collabora diversi mesi nel lavoro della pittura dal vero. Favretto invece, più anziano di 7 anni, era già conosciuto per una sua opera del 1873 e gli viene presentato da un amico comune affinché giudicasse i suoi primi lavori. Tuttavia, malgrado l'amicizia e la comunanza spirituale con questi due artisti, Fragiacomo mantiene un temperamento e uno stile proprio.

### Il pittore
Fragiacomo ha il suo debutto espositivo alla Mostra d'arte di Torino nel 1880 con un quadro di genere, Un curioso accidente. Da quel momento attira a sé l'attenzione degli intenditori: nel 1882, a Milano espone una Marina ; nel 1883, a Roma, I noci (oggi a Milano nella raccolta Angelici); nel 1887, alla Biennale di Venezia, Il silenzio, La laguna, La sera e Case di pescatori. Raggiunge quindi la prima vera affermazione alla Triennale di Milano del 1891, dove espose il quadro intitolato Pace, comprato da re Umberto. Un'altra opera dal titolo D'inverno fu acquistata dalla Galleria nazionale d'arte moderna di Roma.
Poi, alla Biennale Veneziana del 1895 espone Un saluto e Tristezza, che attualmente si trova nel Museo di Berlino; a quella del 1907, Calma crepuscolare e Al vento, conservato nella Galleria d'arte moderna di Venezia dove pure si trova Piazza San Marco, esposto alla Biennale nell'anno 1899. 

Nel 1901, l'infaticabile pittore espone Al mare, Campana e Le rondini; nel 1910, La campana della sera, ora nel Museo Revoltella di Trieste. 
Fra il 1889 e il 1892 si reca a Parigi, a Monaco e a Costantinopoli, ma anche questi viaggi non riescono a influenzare la sua arte.

Durante la guerra dipinge una Madonna della neve per una cappella mortuaria sul Pal Grande in Carnia ed è lui stesso a portarla su quel monte tormentato.
Nel 1922, a soli 66 anni, si spegne a Venezia.

## Lo stile

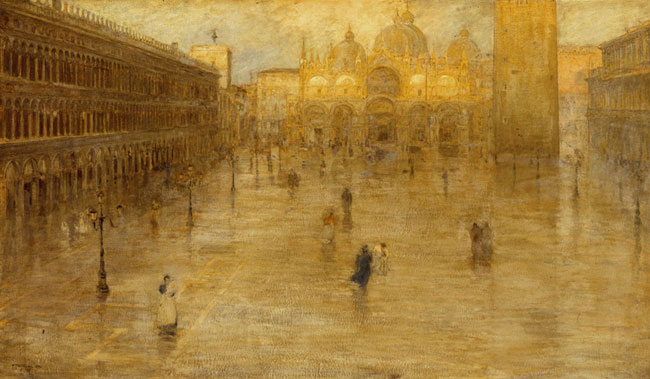
Piazza San Marco

Fragiacomo fu un "lirico del paesaggio", conosciuto e apprezzato soprattutto per i suoi paesaggi lagunari. Sincero e fedele nella vita come nell'arte mai si scostò da questi temi, che ritrasse con abilità di poeta, rendendone in modo profondo il silenzio, la solitudine, la pace e comunicando tutto il suo amore per quel mare piatto che lambisce strisce di sabbia affioranti dall'acqua.
Fragiacomo prepara il dipinto a larghi piani sintetici, preferibilmente chiari, discostandosi da essi con padronanza delle mescole: ciò gli consente di controllare l'effetto visivo del "colore madre" anche a quadro compiuto.
Egli è molto influenzato dalla pittura inglese contemporanea: la studia e la sviluppa soprattutto per rafforzare le prospettive atmosferiche con velature e mezze tinte.

## I premi
Nel 1891 riceve il Premio "Principe Umberto" con il quadro Pace. Il 1914 lo vede vincitore del concorso a soggetto libero per il premio fiorentino Stefano Ussi. Viene molto spesso premiato alle mostre collettive a cui partecipa, anche all'estero (Monaco, Costantinopoli) soprattutto nel periodo tra il 1889 e 1892.
Nel 1889 e nel 1900 gli vengono conferite delle medaglie a Parigi a prova del grande successo ottenuto anche in Francia. Infine, per sottolineare la fama ottenuta, numerosi dei suoi dipinti vengono apprezzati e acquistati dalla casa reale italiana.

## Riconoscimenti
Nel 1924, a due anni dalla morte dell'artista, la Biennale Venezia, dove il pittore era stato accolto per ben sedici volte a partire dal 1895, organizzò una mostra delle sue opere, e furono riuniti così ben cento dipinti, che dimostrarono la bella attività del pittore triestino..

## Altre opere

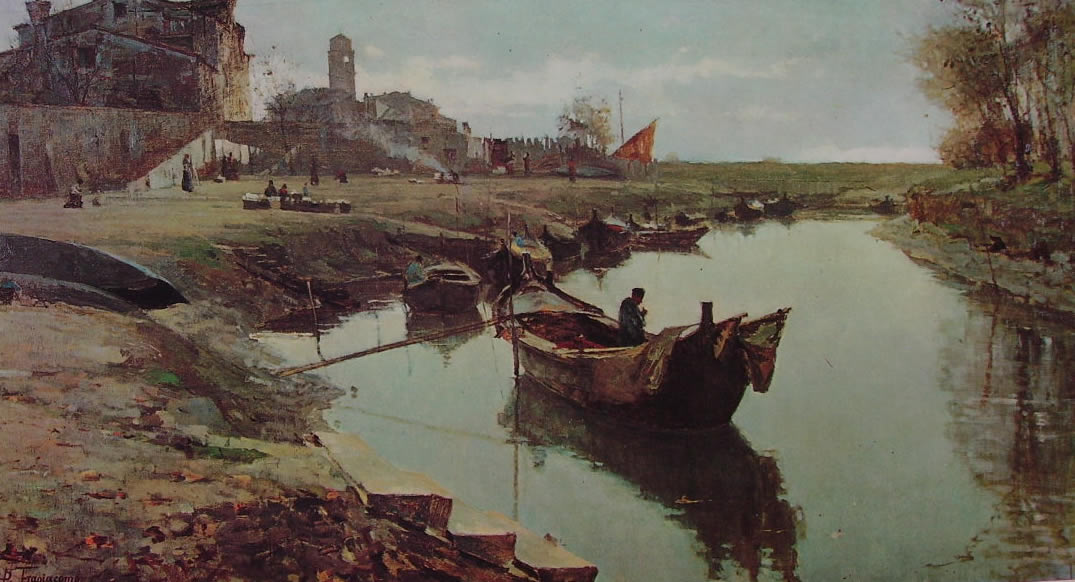
Venezia povera

- Le armonie del silenzio, Municipio di Firenze;
- Venezia povera, collezione Marzotto di Valdagno;
- Paesaggio, collezione Turri di Milano;
- Traghetto, (1914) Galleria d'Arte Moderna di Firenze;
- Paese di montagna, I noci, Canale di Santa Maria, La stazione del vaporetto, raccolta Angelici a Milano;
- Sul molo a San Marco, Valle di Cadore, Canale della Giudecca, Barca, Canale, a Chioggia;
- Riposo, Galleria d'Arte Moderna di Roma;
- Laguna (bozzetto), Galleria d'Arte Moderna di Milano;
- Nella laguna, nella raccolta Delleani di Carignano;
- Il canale di Santa Maria, raccolta Norsi di Torino.
- Autunno sul fiume Pinacoteca MUS'A di Sassari